# Bloqueio do Canal de Suez em 2021
O Bloqueio do Canal de Suez ocorreu em 23 de março de 2021 às 05h40min (UTC), após o navio porta-contêineres de 400 metros, Ever Given, encalhar na via artificial localizada no Egito.  O navio foi libertado dos seus sedimentos e parcialmente relutado no dia 29 de março.

## Incidente

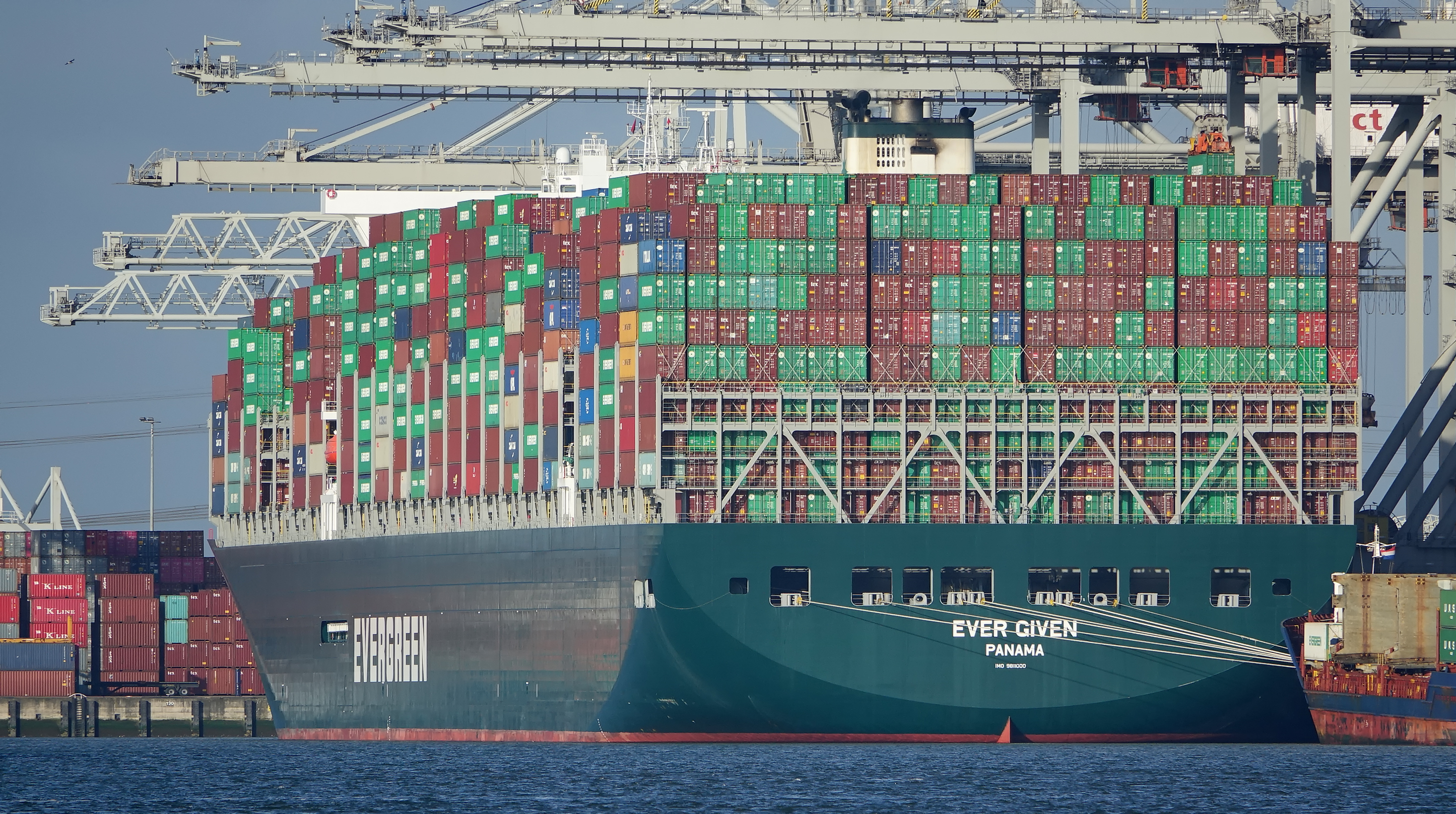
O navio Ever Given em março de 2020

No dia 23 de março de 2021, quando o navio efetuava a travessia do Canal de Suez, ele acabou sendo atingido por uma tempestade de areia e de ventos fortes de até 50 km/h, fazendo com que perdesse o controle. O navio colidiu com o fundo do canal e ficou preso, obstruindo completamente o canal e impedindo a passagem de outras embarcações.
Equipes de resgate da Holanda e do Japão foram convocadas para ajudar no planejamento de desencalhe do meganavio. O navio é de origem panamenha, foi construído em 2018 e tinha como destino o porto de Roterdã, nos Países Baixos, após ter iniciado a rota na Malásia. Já a empresa Evergreen Marine, de Taiwan, é quem opera o Ever Given.

## Consequências

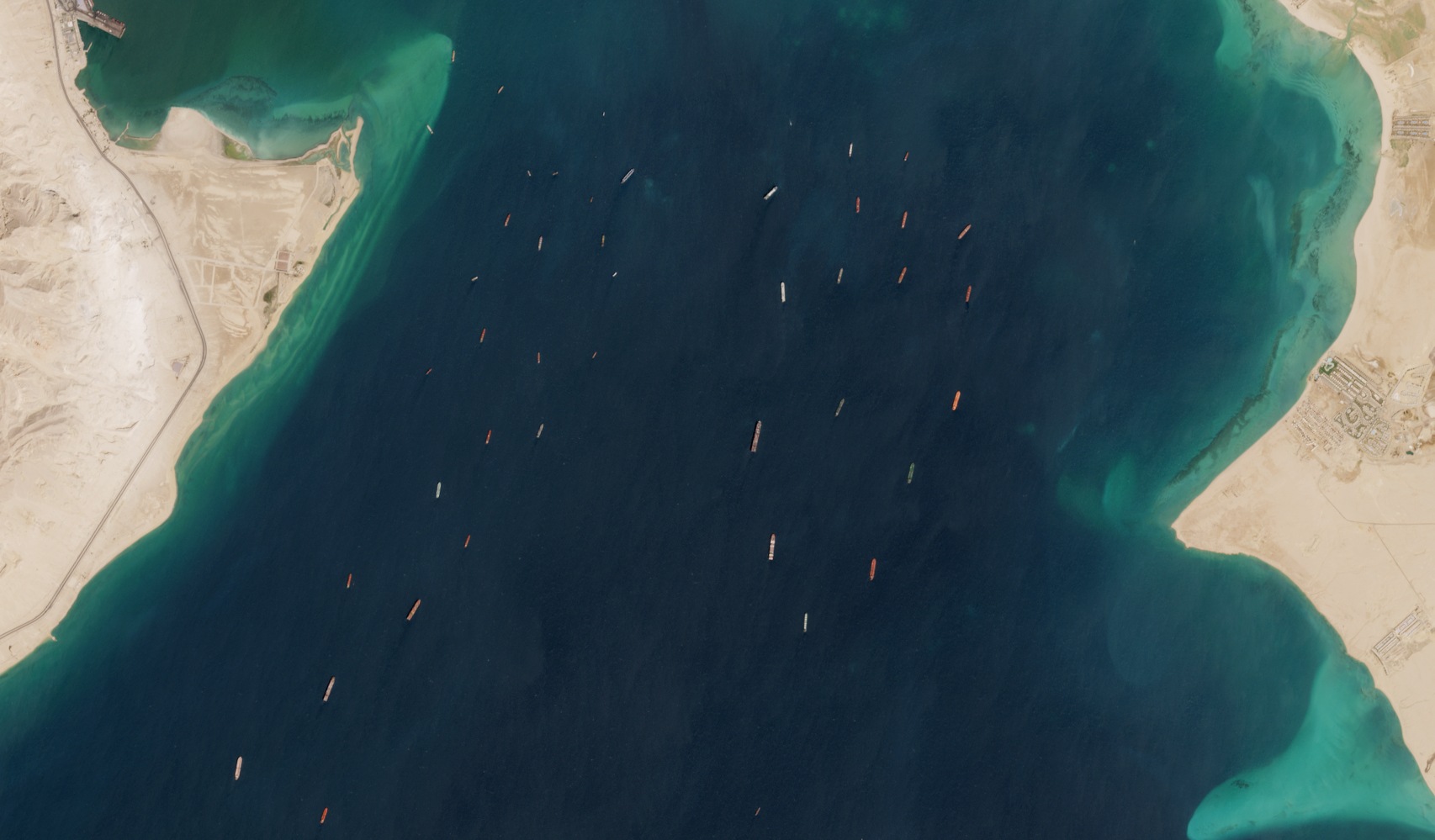
Imagem de satélite do congestionamento de navios na entrada do canal em 29 de março de 2021

Consequentemente, o bloqueio do canal elevou o custo do frete marítimo e estima-se que possa prejudicar o abastecimento da cadeia global de suprimentos, o que levaria a um aumento de preços para o consumidor. Pelo menos 15 outras embarcações ficaram ancoradas e cerca de 150 embarcações fizeram fila para passar pelo canal enquanto aguardavam a situação ser resolvida.
No dia 28, o número de embarcações aguardando para atravessar o canal passava de 400. Calcula-se que o Egito perdeu entre 12 milhões e 14 milhões de dólares por dia com o bloqueio. Estimativas apontam que o engarrafamento de navios na região cause prejuízos de 9,6 bilhões de dólares, sendo 400 milhões de dólares por hora. Em 29 de março de 2021, o navio foi totalmente desencalhado graças a maré de sizígia, evento natural que ocorre quando há a Lua cheia e faz o nível das marés subir.
A embarcação foi posteriormente apreendida pelo governo egípcio em 13 de abril de 2021, quando seu proprietário e seguradoras se recusaram a pagar a indenização bilionária exigida. Um acordo formal entre o armador, as seguradoras e a Autoridade do Canal foram finalmente alcançadas em julho. O navio zarpou novamente em 7 de julho de 2021, parando para inspeções em Port Said antes de seguir para seu destino original, o porto de Roterdã. 
Após o incidente, o governo egípcio anunciou que vai alargar as partes mais estreitas do canal.